# Линте
Линте (њем. Linthe) општина је у њемачкој савезној држави Бранденбург. Једно је од 38 општинских средишта округа Потсдам-Мителмарк. Према процјени из 2010. у општини је живјело 933 становника. Посједује регионалну шифру (AGS) 12069345.

## Географски и демографски подаци
Линте се налази у савезној држави Бранденбург у округу Потсдам-Мителмарк. Општина се налази на надморској висини од 55 метара. Површина општине износи 29,6 km². У самом мјесту је, према процјени из 2010. године, живјело 933 становника. Просјечна густина становништва износи 32 становника/km².